# Theridion coldeniae
Theridion coldeniae là một loài nhện trong họ Theridiidae.
Loài này thuộc chi Theridion. Theridion coldeniae được miêu tả năm 1986 bởi Léon Baert & Maelfait.